# Действия стран Оси в австралийских водах

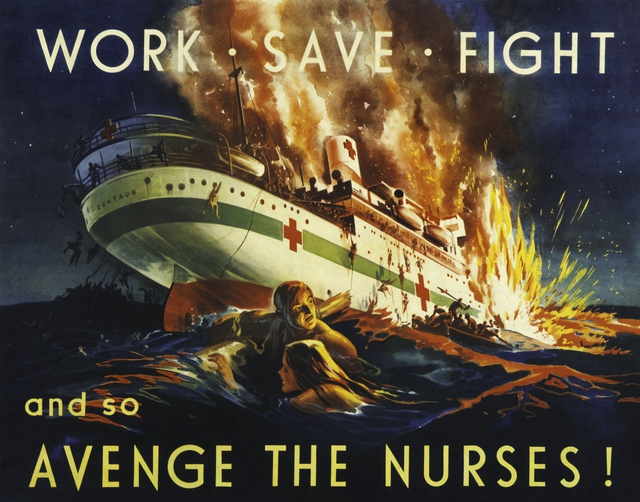
«Работай, спасай, воюй — мсти за медсестер!». Пропагандистский плакат, призывающий отомстить за госпитальное судно «Центавр», потопленное японской подлодкой I-177 в мае 1943.

Несмотря на удалённость Австралии от основных театров боевых действий, во время Второй мировой войны в австралийских водах наблюдалась значительная военно-морская активность стран Оси. В общей сложности 54 немецких и японских боевых корабля и подводных лодки проникли в австралийские воды между 1940 и 1945 годами и атаковали корабли, порты и другие цели. Среди наиболее известных нападений — затопление HMAS Sydney немецким рейдером в ноябре 1941 года, бомбардировка Дарвина японскими военно-морскими самолётами в феврале 1942 года и нападение японской сверхмалой подводной лодки на гавань Сиднея в мае 1942 года. Кроме того, многие торговые суда союзников были повреждены или потоплены у берегов Австралии подводными лодками и минами. Японские подводные лодки также обстреляли несколько австралийских портов, а самолёты подводного базирования пролетели над несколькими столицами штатов Австралии.
Угроза стран Оси для Австралии развивалась постепенно и до 1942 года ограничивалась спорадическими нападениями немецких вооруженных торговых судов. Уровень военно-морской активности стран Оси достиг своего пика в первой половине 1942 года, когда японские подводные лодки провели противолодочное патрулирование у берегов Австралии, а японская военно-морская авиация атаковала несколько городов в Северной Австралии. Наступление японских подводных лодок на Австралию было возобновлено в первой половине 1943 года, но было прервано, когда действия союзников заставили японцев перейти к обороне. В 1944 и 1945 годах в австралийских водах действовало несколько военно-морских судов стран Оси, а те, что действовали, имели лишь ограниченное влияние.
Из-за эпизодического характера нападений стран Оси и относительно небольшого числа кораблей и подводных лодок Германия и Япония не смогли успешно нарушить австралийское судоходство. Хотя союзники были вынуждены развернуть значительные средства для защиты судоходства в водах Австралии, это не оказало существенного влияния на военные действия Австралии или операции под руководством США в юго-западной части Тихого океана.

## Австралийская станция и оборона Австралии

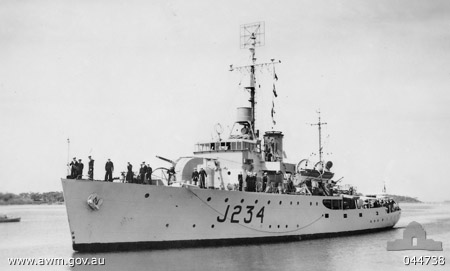
Корвет типа Батерст. Корабли этого класса обычно использовались для сопровождения конвоев в водах Австралии.

Определение «австралийские воды», используемое в этой статье, в широком смысле означает район, который был обозначен как австралийская станция до начала войны. Эта обширная территория состояла из вод вокруг Австралии и восточной части Новой Гвинеи и простиралась на юг до Антарктиды. С востока на запад она простиралась от 170° восточной долготы в Тихом океане до 80° восточной долготы в Индийском океане, а с севера на юг — от экватора до Антарктики. В то время как восточная половина Новой Гвинеи была австралийским колониальным владением во время Второй мировой войны и находилась в пределах австралийской станции, японские операции в этих водах были частью кампаний Новой Гвинеи и Соломоновых островов и не были направлены против Австралии.

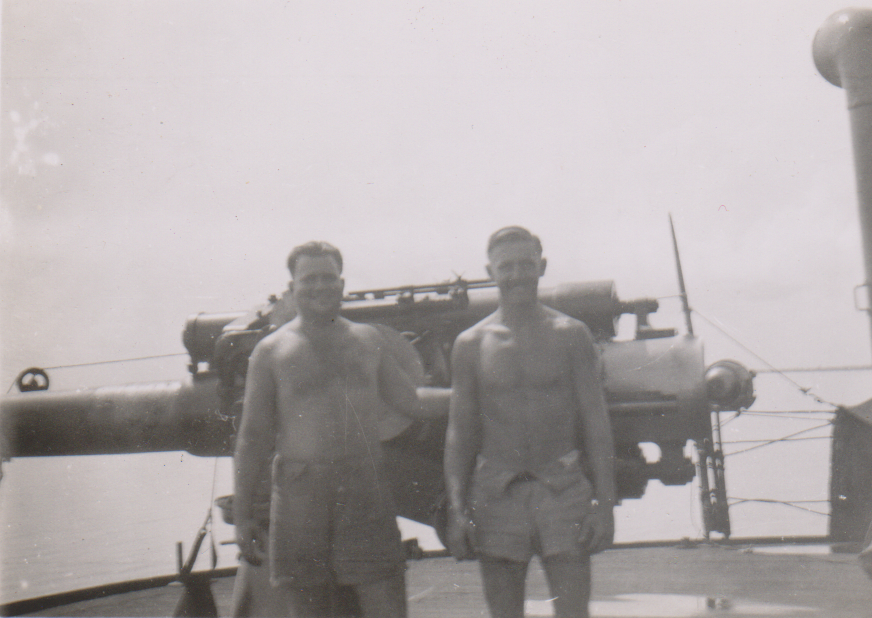
Два моряка торгового флота стоят перед орудием, установленным на их корабле

Оборона австралийской станции была главной задачей Королевского австралийского флота на протяжении всей войны. В то время как корабли RAN часто служили за пределами австралийских вод, эскортные суда и тральщики были доступны для защиты судоходства на австралийской станции в любое время. Эти эскорты поддерживались небольшим количеством крупных военных кораблей, таких как крейсеры и вооружённые торговые крейсеры, для защиты от надводных рейдеров. Хотя с самого начала войны важные военно-морские перевозки сопровождались, конвои не создавались в водах Австралии до июня 1942 года. Однако австралийские военно-морские власти в разное время закрывали порты для судоходства после реальных или предполагаемых наблюдений вражеских военных кораблей или мин до июня 1942 года.

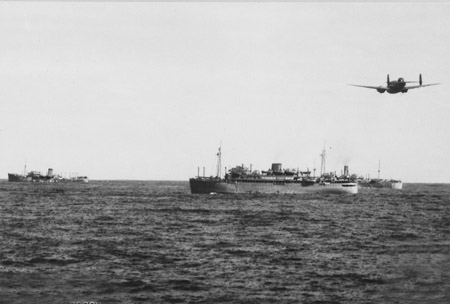
Войсковой конвой в сопровождении самолёта ВВС Lockheed Hudson

Королевские военно-воздушные силы Австралии (RAAF) также отвечали за охрану судоходства на австралийской станции. На протяжении всей войны самолёты RAAF сопровождали конвои и проводили разведывательное и противолодочное патрулирование с баз вокруг Австралии. Основными типами самолётов, использовавшихся для морского патрулирования, были Avro Anson, Bristol Beaufort, Consolidated PBY Catalina и Lockheed Hudson. После начала войны на Тихом океане эскадрильи истребителей RAAF также были размещены для защиты ключевых австралийских портов и сопровождения судов в районах, где опасались атаки с воздуха.
Военно-морские силы союзников, закрепленные за Австралийской станцией, были значительно увеличены после вступления Японии в войну и начала наращивания военного присутствия Соединенных Штатов в Австралии. Эти военно-морские силы были поддержаны значительным увеличением морских патрульных сил RAAF и прибытием патрульных самолётов ВМС США. После первых атак японских подводных лодок была создана система конвоев между австралийскими портами, и к концу войны RAAF и RAN сопроводили более 1100 конвоев вдоль австралийского побережья. По мере того как фронт сражения перемещался на север и атаки в австралийских водах становились менее частыми, количество кораблей и самолётов, назначенных для защиты судов в пределах Австралийской станции, значительно сократилось.

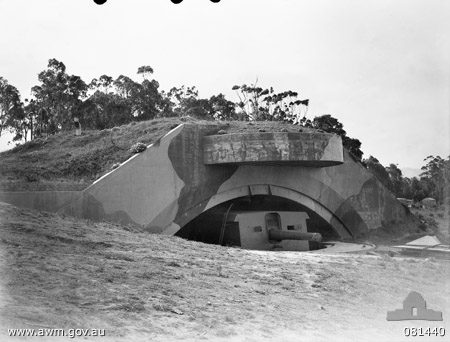
Орудийная установка береговой обороны батареи Драммонд близ порта Кембла в 1944 году

В дополнение к воздушным и морским силам, предназначенным для защиты судоходства в австралийских водах, были построены стационарные оборонительные сооружения для защиты основных австралийских портов. Австралийская армия отвечала за разработку и комплектование береговой обороны для защиты портов от атак вражеских надводных рейдеров. Эти оборонительные сооружения обычно состояли из нескольких стационарных орудий, защищаемых зенитными орудиями и пехотой. Береговая оборона армии была значительно расширена, поскольку угроза Австралии возросла между 1940 и 1942 годами, и достигла своего пика в 1944 году. Королевский военно-морской флот Австралии отвечал за создание и укомплектование защитных сооружений основных портов Австралии. Эти оборонительные сооружения состояли из стационарных противолодочных заграждений и мин, поддерживаемых небольшими патрульными кораблями, а также были значительно расширены по мере усиления угрозы Австралии. С августа 1941 года RAN также устанавливала оборонительные минные заграждения в водах Австралии.
Хотя военно-морские и военно-воздушные силы, имевшиеся для защиты судоходства в австралийских водах, никогда не были достаточными для отражения массированного или скоординированного нападения, они оказались достаточными для организации оборонительных патрулей против спорадических и в целом осторожных нападений, предпринятых флотами стран Оси во время войны.

## 1939—1941

### Немецкие надводные рейдеры в 1940 году

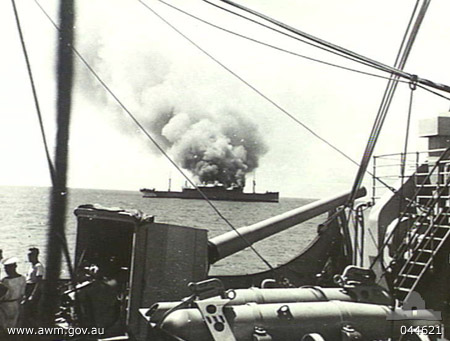
Итальянский лайнер Romolo затоплен после его перехвата HMAS Manoora.

Хотя немецкие надводные рейдеры действовали в западной части Индийского океана в 1939 году и в начале 1940 года, они не заходили в воды Австралии до второй половины 1940 года. Первыми кораблями стран Оси в водах Австралии были невооруженные итальянские океанские лайнеры Remo и Romolo, которые находились в водах Австралии, когда фашистская Италия вступила в войну 11 июня 1940 года по восточно-австралийскому времени. В то время как Remo был пришвартован во Фримантле и был легко захвачен, Romolo оказалось труднее поймать, так как он покинул Брисбен 5 июня, направляясь в Италию. После поисков с воздуха и моря, Romolo был перехвачен HMAS Manoora около Науру 12 июня и затоплен её капитаном, чтобы избежать захвата.
Немецкий надводный рейдер Orion был первым военным кораблем стран Оси, действовавшим в водах Австралии во время Второй мировой войны. После операций у северной оконечности Новой Зеландии и южной части Тихого океана, Orion вошёл в австралийские воды в Коралловом море в августе 1940 года и 11 августа закрылся в пределах 120 морских миль (220 км) к северо-востоку от Брисбена. После этого Orion взял курс на восток и действовал у берегов Новой Каледонии, а затем направился на юг в Тасманово море, потопив торговое судно Notou к юго-западу от Нумеа 16 августа и британское торговое судно Turakina в Тасманово море четыре дня спустя. После потопления Turakina Orion направился на юго-запад, прошел южнее Тасмании, и безуспешно действовал в Большом Австралийском заливе в начале сентября. После того как Orion 2 сентября заложил четыре муляжа мины у побережья Албани, Западная Австралия, ему пришлось уйти на юго-запад так как на следующий день он был замечен австралийским самолётом. После неудачного патрулирования в Южном океане Orion отплыл на Маршалловы острова для дозаправки и прибыл туда 10 октября.

Немецкие атаки в западной части Тихого океана, декабрь 1940 г. — январь 1941 г.

Pinguin был следующим рейдером, который вошел в австралийские воды. Pinguin вошел в Индийский океан из Южной Атлантики в августе 1940 года и прибыл к побережью Западной Австралии в октябре. 7 октября Pinguin захватил у Норт-Уэст-Кейп норвежский танкер Storstad водоизмещением 9 142 т и вместе с захваченным судном двинулся на восток. Pinguin заложил мины между Сиднеем и Ньюкаслом 28 октября, а Storstad заложил мины у побережья Виктории в ночи с 29 на 31 октября. Pinguin также заложил новые мины у Аделаиды в начале ноября. Затем оба корабля направились на запад, в Индийский океан. Pinguin и Storstad удалось избежать обнаружения во время их операций у восточного и южного берегов Австралии, и им удалось потопить три корабля. Мины, заложенные Storstad, потопили два корабля (Cambridge и City of Rayville) у мыса Вильсона в начале ноября, а мины, заложенные Pinguin у Сиднея, затопили одно судно (Nimbin), а ещё одно торговое судно (Herford) было повреждено после подрыва мины у Аделаиды. Pinguin пополнил свой список успехов в австралийских водах, потопив в ноябре в Индийском океане три торговых судна.
7 декабря 1940 года немецкие рейдеры Orion и Komet прибыли в воды австралийского протектората Науру. В течение следующих 48 часов два корабля потопили четыре торговых судна у незащищённого острова. Тяжело нагруженные уцелевшими жертвами, налетчики отправились на остров Эмирау, где выгрузили своих пленников. После неудачной попытки установить мины у Рабаула 24 декабря, Komet совершил вторую атаку на Науру 27 декабря и обстрелял фосфатный завод и причалы острова. Эта атака была последней морской атакой стран Оси в австралийских водах до ноября 1941 года.
Последствия налета на Науру вызвали серьёзную озабоченность по поводу поставок фосфатов оттуда и близлежащего острова Банаба, хотя общая ситуация с военно-морскими силами позволяла лишь ограниченно реагировать на угрозы изолированным островам. Была проведена некоторая передислокация военных кораблей и выдвинуто предложение о размещении на островах шестидюймовых морских орудий, несмотря на положения мандата, запрещающие фортификацию островов, но нехватка таких орудий привела к замене предлагаемых двух полевых орудий на каждый остров. Самым серьёзным последствием рейда стало падение добычи фосфатов в 1941 году, хотя принятые ещё в 1938 году решения об увеличении запасов необработанной породы в Австралии смягчили это падение. Ещё одним последствием стало учреждение первых Транс-Тасманских коммерческих конвоев с конвоем VK.1 в составе Empire Star, Port Chalmers, Empress of Russia и Maunganui, которые отправились из Сиднея 30 декабря 1940 года в Окленд в сопровождении HMNZS Achilles.

### Немецкие надводные рейдеры в 1941 году
После набегов на Науру, Komet и Orion отплыли в Индийский океан, пройдя через Южный океан к югу от Австралии в феврале и марте 1941 года соответственно. Komet повторно вошел в австралийскую станцию в апреле по пути в Новую Зеландию, а в августе Atlantis отправилась на восток через южную оконечность австралийской станции. До ноября единственными потерями от кораблей стран Оси на австралийской станции были вызваны минами, установленными Pinguin в 1940 году. Небольшой траулер Millimumul был потоплен с экипажем в 7 человек после того, как 26 марта 1941 года он подорвался на мине у побережья Нового Южного Уэльса, а два рядовых из группы по обезвреживанию мин погибли при попытке обезвредить мину, выброшенную на берег в Южной Австралии 14 июля.
19 ноября 1941 года австралийский лёгкий крейсер HMAS Sydney, который добился большого успеха в битве на Средиземном море, столкнулся с замаскированным немецким рейдером Kormoran, примерно в 150 милях (130 морских миль; 240 км) к юго-западу от Карнарвона, Западная Австралия. Sydney перехватил Kormoran и потребовал, чтобы тот доказал, что является голландским грузовым судном Straat Malakka. Во время перехвата капитан Sydney подвёл свой корабль в опасной близости от Kormoran. В результате, когда Kormoran не смог подтвердить свою личность и избежать битвы, в которой у него было мало шансов выжить, рейдер смог использовать всё своё оружие против Sydney. В результате битвы, Kormoran и Sydney были искалечены, причем Sydney затонул с потерей всего своего экипажа из 645 человек, а 78 членов экипажа Kormoran были либо убиты в бою, либо умерли, прежде чем их смогли спасти проходящие мимо корабли.
Kormoran был единственным кораблём стран Оси, который совершал атаки в австралийских водах в 1941 году, и последним надводным рейдером стран Оси, заходившим в воды Австралии до 1943 года. Нет никаких доказательств, подтверждающих утверждения о том, что японская подводная лодка участвовала в затоплении HMAS Sydney. Единственным немецким кораблем, вошедшим в австралийскую станцию в 1942 году, был блокадопрорыватель и корабль снабжения Ramses, который был потоплен HMAS Adelaide и HNLMS Jacob van Heemskerk 26 ноября, вскоре после того, как Ramses покинул Батавию и направился во Францию. Вся команда Ramses пережила затопление и попала в плен.

## 1942

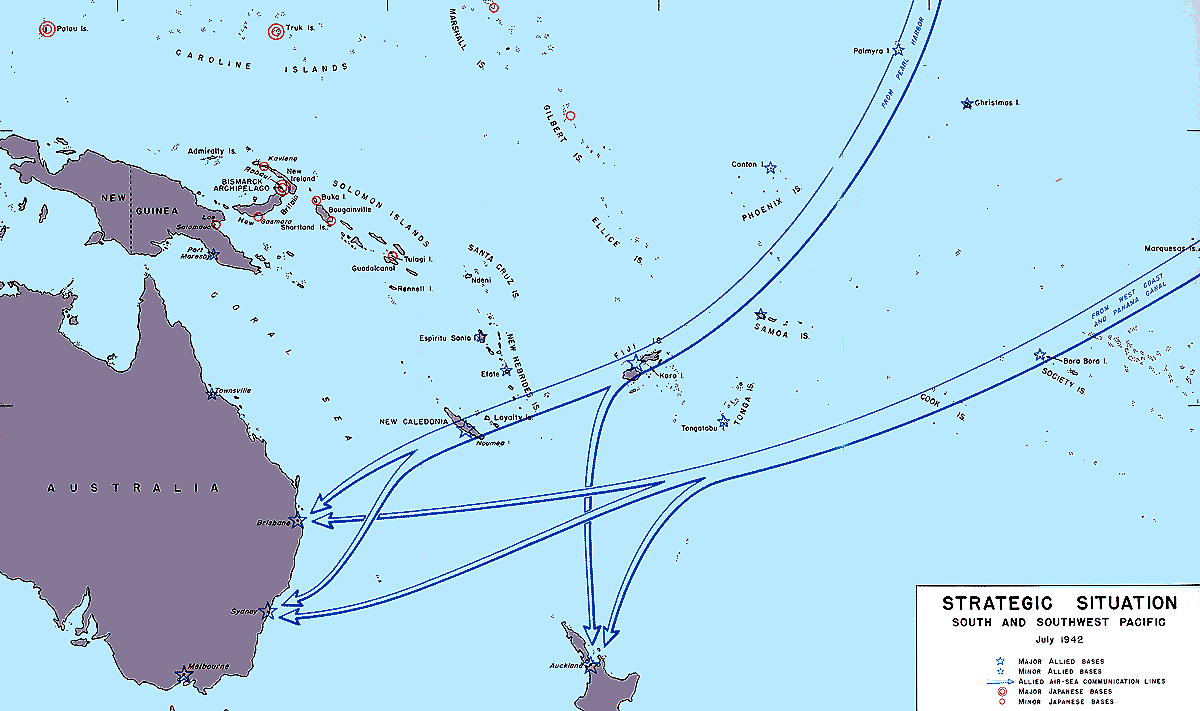
Судоходные линии союзников между США и Австралией и Новой Зеландией в июле 1942 года. Австралийская оконечность этих судоходных линий была атакована японскими подводными лодками в период с мая по август 1942 года.

Морская угроза для Австралии резко возросла после начала войны в Тихом океане. В течение первой половины 1942 года японцы развернули длительную кампанию в австралийских водах, причем японские подводные лодки атаковали морские суда, а авианосцы нанесли сокрушительный удар по стратегическому порту Дарвин. В ответ на эти нападения союзники увеличили ресурсы, выделяемые на защиту судоходства в водах Австралии.

### Ранние патрули японских подводных лодок (январь — март 1942 г.)
Первыми японскими подводными лодками, вошедшими в австралийские воды, были I-121, I-122, I-123 и I-124 из 6-й эскадрильи подводных лодок Императорского флота Японии (IJN). Действуя в поддержку японского наступления в Голландской Ост-Индии, эти лодки заложили минные поля на подходах к Дарвину и Торресову проливу с 12 по 18 января 1942 года. Эти мины не потопили и не повредили корабли союзников.
После завершения своих миссий по установке мин четыре японские лодки вышли на стоянку у Дарвина, чтобы предупредить японский флот о морских передвижениях союзников. 20 января 1942 года австралийские корветы типа Bathurst HMAS Deloraine, Katoomba и Lithgow потопили I-124 недалеко от Дарвина. Это была единственная полноразмерная подводная лодка, затопленная Королевским военно-морским флотом Австралии в австралийских водах во время Второй мировой войны. Будучи первой доступной океанской подводной лодкой IJN, потерянной после Перл-Харбора, водолазы USN попытались проникнуть на I-124 чтобы получить её кодовые книги, но потерпели неудачу.

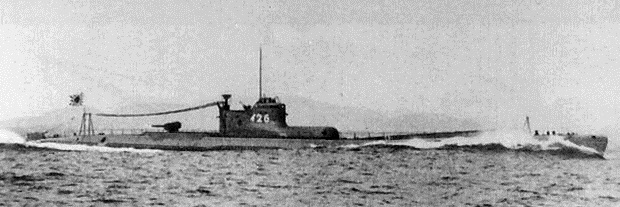
Японская подводная лодка I-25.

После завоевания западной части Тихого океана японцы направили несколько разведывательных патрулей в австралийские воды. Три подводные лодки (I-1, I-2 и I-3) действовали у побережья Западной Австралии в марте 1942 г., потопив торговые суда Parigi и Siantar 1 и 3 марта соответственно. Кроме того, в феврале и марте I-25 провёл разведывательное патрулирование восточного побережья Австралии. Во время этого патрулирования Нобуо Фудзита с I-25 на гидроплане Yokosuka E14Y1 пролетел над Сиднеем (17 февраля), Мельбурном (26 февраля) и Хобартом (1 марта). После этих рекогносцировок I-25 направился в Новую Зеландию и 8 и 13 марта был совершён облёт Веллингтона и Окленда соответственно.

### Атаки морской авиации Японии (февраль 1942 г. — ноябрь 1943 г.)

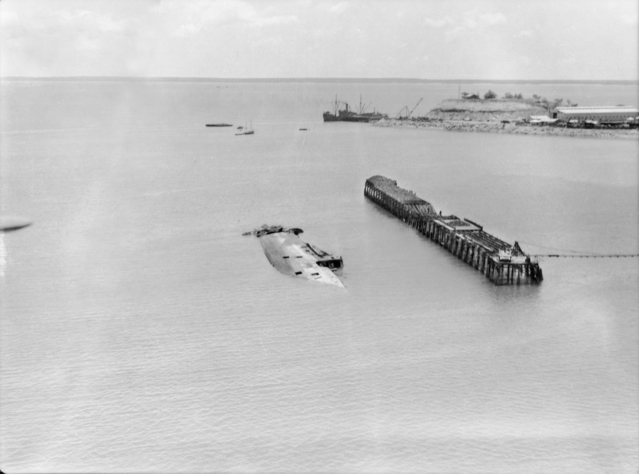
Затонувший корабль и сгоревший причал в гавани Дарвина после первого налёта японской авиации.

Бомбардировка Дарвина 19 февраля 1942 года была самой тяжелой атакой, предпринятой Императорским флотом Японии против материковой части Австралии. 19 февраля четыре японских авианосца (Akagi, Kaga, Hiryū и Sōryū) запустили в общей сложности 188 самолётов с позиций в Тиморском море. Четыре авианосца сопровождали четыре крейсера и девять эсминцев. Эти 188 морских самолётов нанесли тяжелый урон Дарвину и потопили девять кораблей. Налёт, совершенный 54 бомбардировщиками наземного базирования позже в тот же день, привёл к дальнейшему повреждению города и базы RAAF в Дарвине и уничтожению 20 военных самолётов союзников. Потери союзников составили 236 убитых и от 300 до 400 раненых, большинство из которых были моряками союзников не австралийского происхождения. Было подтверждено, что только четыре японских самолёта были уничтожены защитниками Дарвина.
Бомбардировка Дарвина была первой из многих атак японской морской авиации по целям в Австралии. Авианосцы Shōhō, Shōkaku и Zuikaku, которые сопровождали силы вторжения, направленные против Порт-Морсби в мае 1942 г., выполняли второстепенную роль в атаке баз союзников в северном Квинсленде после того, как Порт-Морсби был захвачен. Однако этих атак не произошло, так как высадки в Порт-Морсби были отменены, когда японские авианосные силы потерпели поражение в битве в Коралловом море.
Японская авиация совершила почти 100 налетов, большинство из которых были небольшими, на север Австралии в течение 1942 и 1943 годов. Самолёты наземного базирования IJN участвовали во многих из 63 налётов на Дарвин, имевших место после первой атаки. 3 марта 1942 года город Брум в Западной Австралии подвергся разрушительной атаке истребителей IJN, в результате которой погибли не менее 88 человек. Гидросамолёты дальнего действия, действующие с баз на Соломоновых островах, совершили ряд небольших атак на города в Квинсленде.
Японские военно-морские самолёты, действующие с наземных баз, также беспокоили прибрежное судоходство в северных водах Австралии в 1942 и 1943 годах. 15 декабря 1942 года четыре моряка были убиты во время нападения на торговое судно Period у мыса Уэссел. Небольшое судно общего назначения HMAS Patricia Cam было потоплено японским гидросамолетом недалеко от островов Уэссел 22 января 1943 года с экипажем в составе девяти моряков и гражданских лиц. Другой гражданский моряк погиб, когда торговое судно Islander было атаковано гидропланом в мае 1943 года.

### Нападения на Сидней и Ньюкасл (май — июнь 1942 г.)

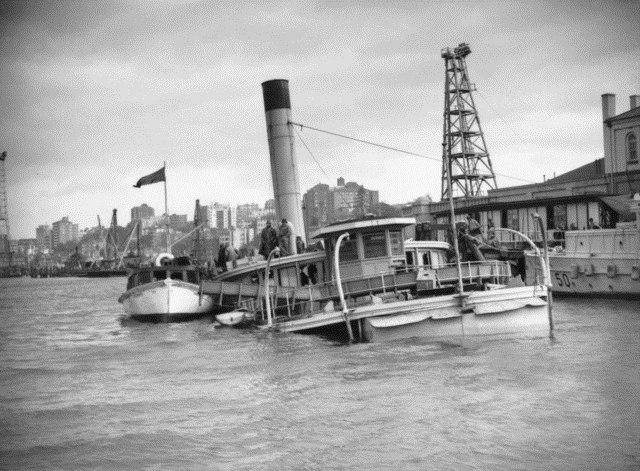
HMAS Kuttabul после нападения на Сидней.

В марте 1942 года японские военные приняли стратегию изоляции Австралии от Соединённых Штатов путём захвата Порт-Морсби в Новой Гвинее, Соломоновых островах, Фиджи, Самоа и Новой Каледонии. Этот план был сорван поражением японцев в битве в Коралловом море и отложен на неопределенный срок после битвы за Мидуэй. После поражения японского надводного флота подводные лодки IJN были развернуты, чтобы нарушить линии снабжения союзников, атакуя суда у восточного побережья Австралии.
27 апреля 1942 года подводные лодки I-21 и I-29 покинули главную военно-морскую базу Японии в лагуне Трук на японской территории Каролинских островов для проведения разведывательного патрулирования портов союзников в южной части Тихого океана. Целью этих патрулей было найти подходящую цель для сил сверхмалых подводных лодок, обозначенных Восточным отрядом Второй специальной ударной флотилии, которая находилась в Тихом океане. I-29 вошёл в австралийские воды в мае и 16 мая совершил безуспешную атаку на нейтральное советское грузовое судно Wellen у берегов Ньюкасла. 23 мая 1942 года гидроплан с I-29 совершил облет Сиднея, обнаружив в гавани Сиднея большое количество крупных военных кораблей союзников. В конце мая I-21 провёл рекогносцировку Сувы, Фиджи и Окленда, но не обнаружил значительных скоплений судов ни в одном из портов.
18 мая Восточный отряд 2-й специальной ударной флотилии под командованием капитана Ханку Сасаки покинул лагуну Трук. Силы Сасаки состояли из I-22, I-24 и I-27. Каждая субмарина несла на борту сверхмалую подводную лодку. После оценки разведданных, собранных I-21 и I-29, трём подводным лодкам 24 мая было приказано атаковать Сидней. Три подводные лодки Восточного отряда встретились с I-21 и I-29 29 мая в 35 милях (30 морских миль; 56 км) от Сиднея. Ранним утром 30 мая гидросамолет с I-21 совершил разведывательный полёт над гаванью Сиднея, который подтвердил, что концентрация кораблей союзников, замеченных гидросамолетом с I-29, всё ещё присутствует и является достойной целью для налёта сверхмалых подводных лодок.

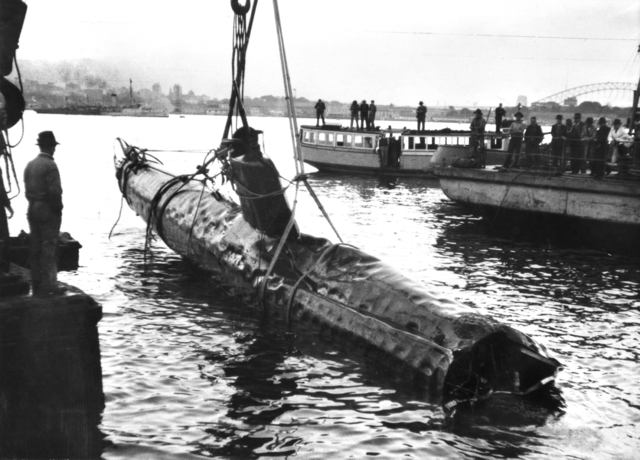
Подъём японской сверхмалой подводной лодки в гавани Сиднея

В ночь на 31 мая японские силы спустили на воду три сверхмалые подводные лодки у мыса Сидней-Хедс. Хотя две из подводных лодок (Midget No. 22 и Midget A, также известный как Midget 24) успешно прорвали незавершённую оборону Сиднейской гавани, только Midget A фактически атаковал союзные корабли в гавани, выпустив две торпеды по американскому тяжёлому крейсеру USS Chicago. Эти торпеды не попали в Chicago, но затопили плавбазу HMAS Kuttabul, убив 21 моряка на борту, и серьёзно повредили голландскую подводную лодку K IX. Все японские сверхмалые подводные лодки были потеряны во время этой операции (Midget № 22 и Midget № 27 были уничтожены австралийскими защитниками, а Midget A был затоплен своей командой после выхода из гавани).
После этого налета японские подводные силы действовали у Сиднея и Ньюкасла, 3 июня потопив судно Iron Chieftain у Сиднея. В ночь на 8 июня гидросамолёты с I-24 провели бомбардировку восточных пригородов Сиднея, а гидросамолёты с I-21 — обстреляли Ньюкасл. Форт Скретчли в Ньюкасле открыл ответный огонь, но не попал в I-21. Хотя эти бомбардировки не привели ни к каким жертвам или серьёзному ущербу, они вызвали обеспокоенность в связи с дальнейшими нападениями на восточное побережье. После нападений на судоходство в районе Сиднея Королевский австралийский флот организовал конвои между Брисбеном и Аделаидой. Все суда водоизмещением более 1200 тонн и со скоростью менее 12 узлов (14 миль/ч; 22 км/ч) должны были плыть в составе конвоя при перемещении между городами на восточном побережье. Японские подводные лодки покинули австралийские воды в конце июня 1942 года, потопив ещё два торговых судна. Небольшое количество потоплений, совершенных пятью японскими подводными лодками, направленными против восточного побережья Австралии в мае и июне, не оправдывало стремление отправить такое большое количество подводных лодок.

### Дальнейшее патрулирование японских подводных лодок (июль — август 1942 г.)

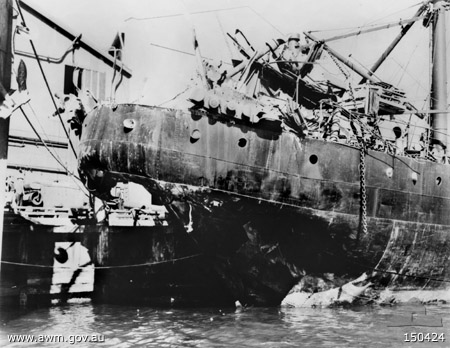
Повреждение торгового судна SS Allara после того, как оно было торпедировано у Ньюкасла в июле 1942 года.

Власти Австралии смогли насладиться лишь кратким перерывом от подводной угрозы. В июле 1942 года три подводные лодки (I-11, I-174 и I-175) из 3-й японской эскадрильи подводных лодок начали боевые действия у восточного побережья. Эти три подводные лодки потопили пять судов (включая небольшой рыболовный траулер Dureenbee) и повредили несколько других в течение июля и августа. Кроме того, I-32 проводила патрулирование у южного побережья Австралии по пути из Новой Каледонии в Пинанг, хотя субмарине не удалось потопить ни одного корабля в этом районе. После вывода этих сил в августе против Австралии больше не предпринималось никаких подводных атак вплоть до января 1943 года.
В то время как японские подводные лодки потопили 17 кораблей в австралийских водах в 1942 году (14 из которых находились вблизи Австралийского побережья), наступление подводных лодок не оказало серьёзного влияния на военные усилия союзников в юго-западной части Тихого океана или на экономику Австралии. Тем не менее, заставляя корабли, плывущие вдоль восточного побережья, двигаться в составе конвоев, японские подводные лодки успешно снижали эффективность прибрежного судоходства Австралии. Эта более низкая эффективность привела к тому, что каждый месяц между австралийскими портами перевозилось на 7,5-22 % меньше тоннажа (точные данные отсутствуют, а расчетная цифра варьировалась в зависимости от месяца). Однако эти конвои были эффективны, поскольку ни одно судно, идущее в составе конвоя, не было потоплено в водах Австралии в 1942 году.

## 1943

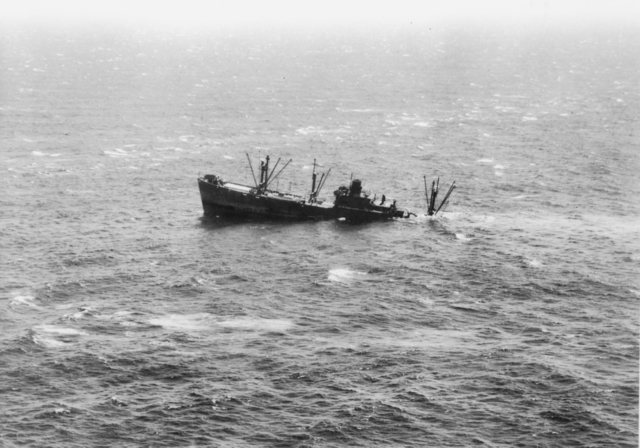
Зарегистрированный в США корабль Liberty Starr King тонет после нападения около Порт-Маккуори 10 февраля 1943 года.

Японские подводные лодки вернулись в австралийские воды в январе 1943 года и провели кампанию против австралийского судоходства в течение первой половины года. IJN также провел диверсионную бомбардировку Порт-Грегори, небольшого городка в Западной Австралии.

### Патрулирование подводных лодок восточного побережья (январь — июнь 1943 г.)
Операции японских подводных лодок против Австралии в 1943 году начались, когда I-10 и I-21 вышли из Рабаула 7 января для разведки сил союзников вокруг Нумеа и Сиднея соответственно. I-21 прибыл к побережью Нового Южного Уэльса чуть больше недели спустя. I-21 действовал у восточного побережья до конца февраля и за этот период потопил шесть кораблей, что сделало его самым успешным патрулем подводных лодок в австралийских водах во время Второй мировой войны. В дополнение к этим потоплениям, 19 февраля 1943 года гидросамолёт с I-21 провёл успешную разведку гавани Сиднея.
В марте I-6 и I-26 вошли в воды Австралии. В то время как I-6 установила девять немецких акустических мин на подходах к Брисбену, это минное поле было обнаружено HMAS Swan и нейтрализовано до того, как были потоплены какие-либо корабли. Хотя I-6 вернулся в Рабаул после установки мин, в апреле японские подводные силы в австралийских водах были расширены, когда четыре подводные лодки 3-й эскадрильи подводных лодок (I-11, I-177, I-178 и I-180) прибыли с восточного побережья и присоединились к I-26. Целью этих сил было нападение на конвои подкрепления и снабжения, идущие между Австралией и Новой Гвинеей.
Поскольку японские силы были слишком малочисленны, чтобы перекрыть движение между Австралией и Новой Гвинеей, командующий эскадрой широко рассредоточил свои подводные лодки между Торресовым проливом и мысом Вильсона с целью связать как можно больше кораблей и самолётов союзников. Это наступление продолжалось до июня, и пять японских подводных лодок потопили девять кораблей и повредили ещё несколько. В отличие от 1942 года, пять кораблей, затонувших у восточного побережья Австралии, в момент нападения шли в сопровождении конвоев. Сопровождающим конвой судам не удалось обнаружить ни одной подводной лодки до того момента, как они начали свои атаки или контратаки этих подводных лодок. Последняя атака у восточного побережья Австралии была совершена японской субмариной I-174 16 июня 1943 года, когда она потопила торговое судно Portmar и повредила американский десантный корабль LST-469 , когда они путешествовали в составе конвоя GP55 у северного побережья Нового Южного Уэльса. Некоторые историки полагают, что самолёт RAAF, разыскивающий I-174, возможно, потопил I-178 рано утром 18 июня, но причина потери этой подводной лодки во время патрулирования у восточной Австралии не была подтверждена.

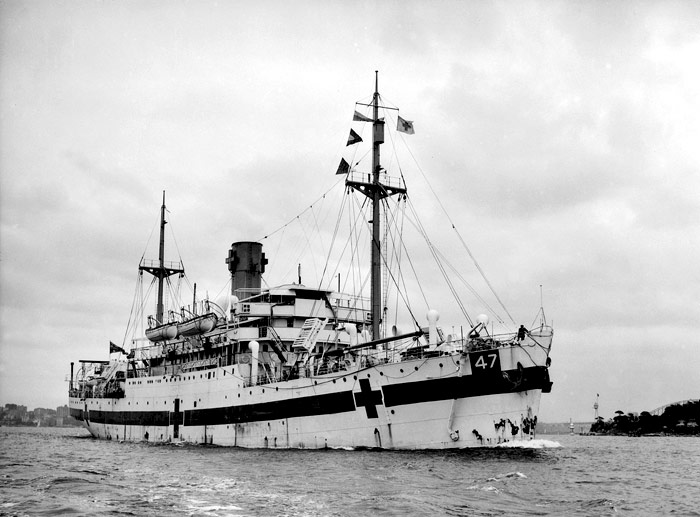
AHS Centaur.

Самая большая гибель людей в результате атаки подводной лодки в австралийских водах произошла рано утром 14 мая 1943 года, когда I-177 торпедировал и потопил австралийское госпитальное судно Centaur у побережья Пойнт-Лукаут, Квинсленд. После попадания одной торпеды Centaur затонул менее чем за три минуты, унеся жизни 268 человек. Хотя госпитальные суда, такие как Centaur, были юридически защищены от нападения в соответствии с положениями Женевских конвенций, неясно, знал ли коммандер I-177 Hajime Nakagawa, что Centaur был госпитальным судном. Хотя она была четко обозначена красным крестом и полностью освещена, условия освещения в то время, возможно, привели к тому, что Nakagawa не знал о статусе  Centaur, что сделало её потопление трагической аварией. Однако, поскольку Nakagawa имел плохой послужной список в качестве капитана подводной лодки и позже был осужден за расстрел из пулеметов оставшихся в живых на британском торговом корабле в Индийском океане, вполне вероятно, что потопление Centaur было вызвано либо некомпетентностью Nakagawa, либо безразличием к законам ведения войны. Нападение на Centaur вызвало широкий общественный резонанс в Австралии.
Наступление японских подводных лодок на Австралию было прервано в июле 1943 года, когда подводные лодки были переброшены для отражения наступления союзников в других районах Тихого океана. Две последние японские подводные лодки I-177 и I-180, которые должны были быть направлены против восточного побережья Австралии, были перенаправлены на центральные Соломоновы острова незадолго до того, как они должны были прибыть к берегам Австралии в июле. Однако австралийские военно-морские власти были обеспокоены возобновлением нападений и сохраняли прибрежную систему конвоев до конца 1943 года, когда стало ясно, что угроза миновала. Прибрежные конвои в водах к югу от Ньюкасла прекратились 7 декабря, а конвои у северо-восточного побережья и между Австралией и Новой Гвинеей были отменены в феврале и марте 1944 года соответственно.

### Бомбардировка порта Грегори (январь 1943 г.)
В отличие от большого количества подводных лодок, которые действовали у восточного побережья, только одна японская подводная лодка была направлена против западного побережья Австралии. 21 января 1943 года I-165 покинул свою базу в Сурабае, Восточная Ява, и направилась в сторону Западной Австралии. Подводная лодка — под командованием лейтенанта-коммандера Kennosuke Torisu — было поручено создать диверсию для помощи в эвакуации японских войск с Гуадалканала после того, как они потерпели там поражение. Другая подводная лодка — I-166 — предприняла диверсионную бомбардировку Кокосовых островов 25 декабря 1942 года. Похоже, что первоначальной целью Torisu была бомбардировка порта Джералдтон, Западная Австралия.
После шестидневного плавания на юг 27 января I-165 достигла Джералдтона. Однако Torisu полагал, что вблизи города он заметил огни самолётов или эсминцев и прекратил атаку. Вместо этого I-165 направился на север в порт Грегори, бывший китобойный, свинцовый и соляной порт. Около полуночи 28 января экипаж подводной лодки произвел 10 выстрелов из её 100-мм (3,9 дюйма) палубной пушки по городу. Снаряды, похоже, полностью миновали порт Грегори и не причинили никакого ущерба или жертв, так как город не был оккупирован, и рейд сначала прошёл незамеченным. В то время как находящиеся поблизости береговые наблюдатели заметили стрельбу, военно-морские власти союзников узнали об атаке только когда радиосигнал с боевым донесением лейтенанта-коммандера Torisu был перехвачен и расшифрован неделю спустя. В результате атака не смогла отвлечь внимание от Гуадалканала.
I-165 дважды возвращался в австралийские воды. В сентябре 1943 года она без происшествий провела разведку северо-западного побережья. I-165 провёл ещё одно разведывательное патрулирование у северо-запада Австралии с 31 мая по 5 июля 1944 года. Это был последний раз, когда японская подводная лодка вошла в австралийские воды.

### Немецкий рейдерMichel(июнь 1943 г.)

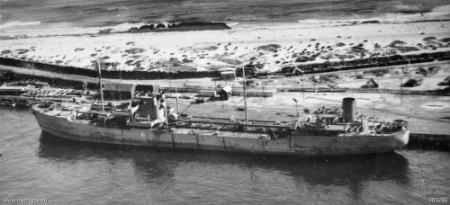
Норвежский танкер Ferncastle пришвартовался во Фримантле

Michel был последним немецким надводным рейдером, который вошел в австралийские воды и Тихий океан. 21 мая 1943 года Michel отправился из Иокогамы, Япония во второй рейдовый поход и в июне вошёл в Индийский океан. 14 июня он потопил норвежский танкер Høegh Silverdawn водоизмещением 7 839 тонн примерно в 1 800 милях (1 600 морских миль; 2 900 км) к северо-западу от Фримантла. Michel продолжил этот успех двумя днями позже, потопив второй норвежский танкер Ferncastle, водоизмещением 10 100 тонн в том же районе. Оба танкера следовали из Западной Австралии на Средний Восток, и в результате этих нападений погибли 47 моряков и пассажиров союзников. После этих потоплений Michel отплыл значительно южнее от Австралии и Новой Зеландии и работал в восточной части Тихого океана. 3 сентября он потопил норвежский танкер India водоизмещением 10 137 тонн к западу от острова Пасхи, когда танкер шел из Перу в Австралию.

## 1944—1945
Военно-морская угроза Австралии со стороны стран Оси снизилась вместе с успехами союзников на Тихоокеанском театре военных действий в 1944 году, и только три корабля были потоплены военно-морскими судами стран Оси на австралийской станции в 1944 и 1945 годах. Хотя японцы совершили единственную высадку на материковой части Австралии в 1944 году, это была всего лишь небольшая разведывательная операция. По мере того как угроза нападений со стороны стран Оси уменьшалась, союзники ещё больше сокращали силы, назначенные для защиты судоходства в австралийских водах. Однако эти силы не были полностью расформированы до конца войны.

### Высадка в Кимберли (январь 1944 г.)
Хотя японское правительство никогда не принимало предложений о вторжении в Австралию, на материковой части Австралии была совершена единственная разведывательная высадка. С 17 по 20 января 1944 года члены японского разведывательного подразделения под названием Matsu Kikan («Организация соснового дерева») совершили разведывательную миссию в малонаселенной местности на крайнем северном побережье региона Кимберли в Западной Австралии. Подразделение, действующее из Купанга, Западный Тимор, использовало переоборудованное гражданское судно водоизмещением 25 тонн под названием Hiyoshi Maru и выдавало себя за рыболовную команду. Миссию возглавил лейтенант Susuhiko Mizuno из японской армии, в неё вошли ещё три японских военнослужащих, шесть японских военно-морских служащих и 15 моряков из Западного тимора. Их приказ из штаба 19-й армии в Амбоне состоял в том, чтобы проверить сообщения о том, что ВМС США строят базу в этом районе. Кроме того, персоналу Matsu Kikan было приказано собрать информацию, которая могла бы помочь в выполнении любых тайных разведывательных или рейдовых операций на австралийском материке.
Hiyoshi Maru покинул Купанг 16 января и получил воздушное прикрытие от пикирующего бомбардировщика Aichi D3A2 «Val», который, как сообщалось, атаковал подводную лодку союзников по пути следования. 17 января Hiyoshi Maru посетил район рифа Ашмор. На следующий день экипаж высадился на крошечном необитаемом острове Browse, примерно в 100 милях (87 морских миль; 160 км) к северо-западу от материка. Утром 19 января Hiyoshi Maru вошел в залив Йорк на материке. Хотя экипаж видел дым, исходящий от холмов к востоку от их местоположения, они тем не менее бросили якорь и замаскировали судно ветвями деревьев. Местные историки утверждают, что десантные группы Matsu Kikan сошли на берег в районе устья реки Роу (15°08′16″ ю. ш. 125°23′11″ в. д.). Сообщается, что они исследовали берег около двух часов, и некоторые члены миссии снимали местность с помощью 8-мм камеры. Персонал Matsu Kikan провёл ночь на лодке и на следующий день снова обследовал местность, прежде чем вернуться в Купанг. Японцы не видели никаких людей или признаков недавней человеческой деятельности, и из этой миссии было извлечено мало информации военного значения.

### Японские операции в Индийском океане (март 1944 г.)

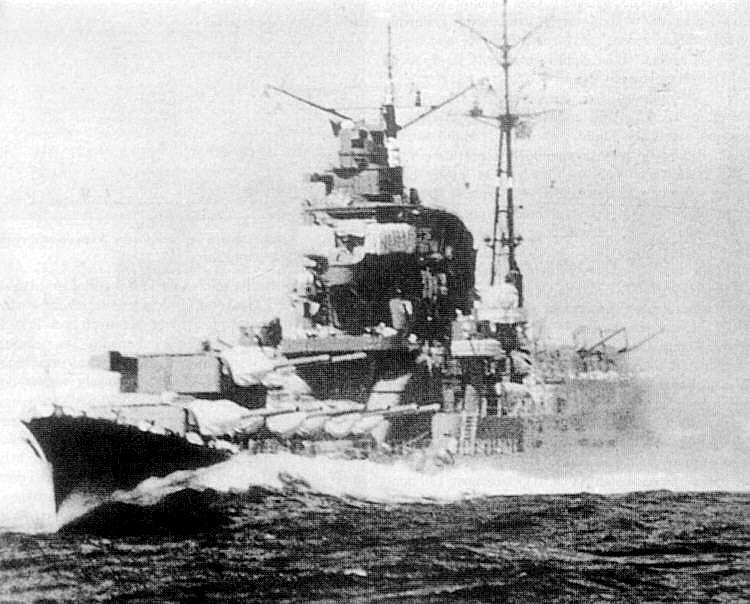
Японский тяжелый крейсер Chikuma

В феврале 1944 года японский объединённый флот покинул свою базу на островах Трук и был разделен на территории между Палау и Сингапуром. Появление мощной японской эскадры в Сингапуре обеспокоило союзников, так как возникли опасения, что эта сила потенциально может совершить рейды в Индийском океане и против Западной Австралии.
1 марта японская эскадра в составе тяжелых крейсеров Aoba (флагман), Tone и Chikuma под командованием вице-адмирала Наомаса Сакондзё вышла из Зондского пролива, чтобы атаковать корабли союзников, идущие по главному маршруту между Аденом и Фримантлом. Единственным кораблем союзников, с которым столкнулась эта эскадра, был британский пароход Behar, который был потоплен на полпути между Цейлоном и Фримантлом 9 марта. После этой атаки эскадра прервала свою миссию и вернулась в Батавию, так как возникли опасения, что корабли союзников, реагирующие на сигнал бедствия Behar, представляют собой неприемлемый риск. В то время как 102 выживших с Behar были спасены Tone, 82 из этих заключенных были убиты после того, как крейсер прибыл в Батавию 16 марта. После войны вице-адмирал Сакондзё был казнен за военные преступления, в том числе за убийство этих заключенных, а бывший командир Tone, капитан Haruo Mayazumi, был приговорен к семи годам тюремного заключения. Боевой выход, совершённый Aoba, Tone и Chikuma был последним рейдом надводных кораблей стран Оси на пути сообщения союзников в Индийском океане или в других местах во время Второй мировой войны.
Хотя японский рейд в Индийский океан не увенчался успехом, связанные с этим выход японских кораблей вызвали серьёзный ответ союзников. В начале марта 1944 года разведка союзников сообщила, что два линкора в сопровождении эсминцев покинули Сингапур в направлении Сурабаи, а американская подводная лодка установила радиолокационный контакт с двумя большими японскими кораблями в Ломбокском проливе. Австралийский комитет начальников штабов сообщил правительству 8 марта, что существует вероятность того, что эти корабли могли войти в Индийский океан, чтобы атаковать Фримантл. В ответ на это сообщение вся наземная и военно-морская оборона в Фримантле была полностью укомплектована, всем кораблям было приказано покинуть Фримантл, а несколько эскадрилий RAAF были переброшены на базы в Западной Австралии.
Однако это предупреждение оказалось ложной. Японские корабли, обнаруженные в Ломбокском проливе, на самом деле были легкими крейсерами Kinu и Ōi, которые прикрывали возвращение надводных войск из центральной части Индийского океана. Тревога была снята в Фримантле 13 марта, и 20 марта эскадрильи RAAF начали возвращаться на свои базы в восточной и северной Австралии.

### Наступление немецких подводных лодок (сентябрь 1944 г. — январь 1945 г.)
14 сентября 1944 года командующий Kriegsmarine — Großadmiral (Гранд-адмирал) Карл Дёниц — одобрил предложение отправить две подводные лодки типа IXD в австралийские воды с целью привязать противолодочные силы союзников на второстепенном театре военных действий. Подводные лодки были привлечены из группы Муссон («Monsoon Group»), и для этой операции были выбраны две немецкие подводные лодки U-168 и U-862. В конце сентября к этим силам была добавлена ещё одна подводная лодка — U-537.

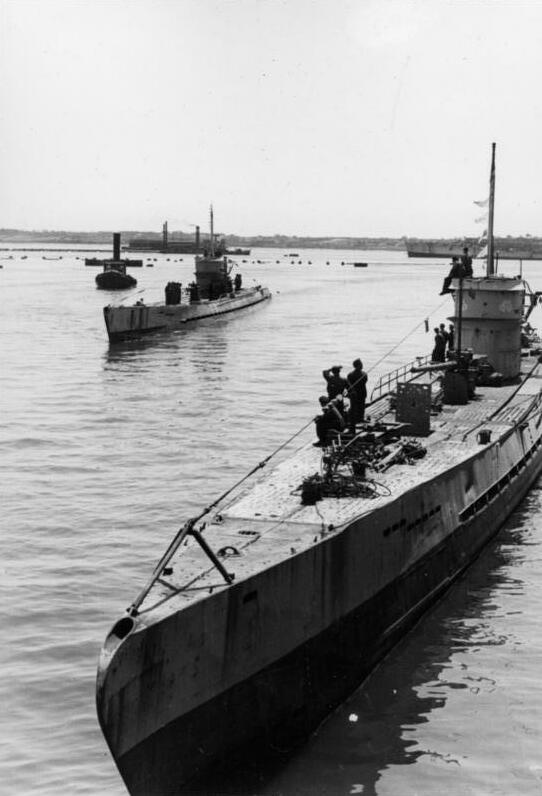
Две подводные лодки типа IX, аналогичные тем, которые были отправлены для действий против Австралии

Из-за сложности содержания немецких подводных лодок на японских базах немецкие войска не были готовы покинуть свои базы в Пинанге и Батавии до начала октября. К этому времени союзники перехватили и расшифровали немецкие и японские сообщения, описывающие операцию, и смогли направить подводные лодки союзников на перехват немецких субмарин. Голландская подводная лодка Zwaardvisch потопила U-168 6 октября около Сурабаи, а американская подводная лодка USS Flounder потопил U-537 10 ноября у северной оконечности Ломбокского пролива. Из-за приоритета, придаваемого австралийской операции, U-196 было приказано заменить U-168. Однако U-196 пропал в Зондском проливе через некоторое время после выхода из Пинанга 30 ноября. Причина гибели U-196 неизвестна, но, вероятно, произошла авария или механическая неисправность.
Единственная уцелевшая подводная лодка в составе сил, назначенных для атаки на Австралию — U-862 под командованием корветтенкапитана Генриха Тимма вышла из Киля в мае 1944 года и достигла Пинанга 9 сентября, потопив по пути пять торговых судов. Он покинул Батавию 18 ноября 1944 года и прибыл 26 ноября к юго-западной оконечности Западной Австралии. Подводная лодка столкнулась с большими трудностями в поиске целей, поскольку австралийские военно-морские власти, предупрежденные о приближении U-862, направили корабли в сторону от обычно используемых маршрутов. 9 декабря U-862 безуспешно атаковал греческое грузовое судно Ilissos у берегов Южной Австралии, причем плохая погода испортила как атаку, так и последующие австралийские усилия по обнаружению подводной лодки.
После атаки на Ilissos U-862 продолжила движение на восток вдоль побережья Австралии, став единственной немецкой подводной лодкой, которая действовала в Тихом океане во время Второй мировой войны. После выхода в Тихий океан U-862 добился своего первого успеха в этом патруле, когда 24 декабря 1944 года атаковал зарегистрированный в США транспорт типа Liberty Robert J. Walker у южного побережья Нового Южного Уэльса. На следующий день корабль затонул. После этого нападения U-862 уклонился от интенсивного поиска австралийскими самолётами и военными кораблями и отбыл в сторону Новой Зеландии.
Поскольку U-862 не нашёл каких-либо стоящих целей у берегов Новой Зеландии, командир подводной лодки планировал вернуться в австралийские воды в январе 1945 года и действовать к северу от Сиднея. Однако U-862 было приказано прервать миссию в середине января и вернуться в Джакарту. 6 февраля 1945 года на обратном пути подводная лодка потопила ещё один американский транспорт типа Liberty — Peter Silvester — примерно в 820 морских милях (940 миль; 1520 км) к юго-западу от Фримантла. Peter Silvester был последним кораблем союзников, потопленным странами Оси в Индийском океане во время войны. U-862 прибыл в Джакарту в середине февраля 1945 года и является единственным кораблем стран Оси, который, как известно, действовал в австралийских водах в 1945 году. После капитуляции Германии U-862 стала японской подводной лодкой I-502, но не использовалась в боевых действиях.
Хотя военно-морские власти союзников знали о приближении немецких ударных сил и успешно потопили две из четырёх отправленных подводных лодок, усилия по обнаружению и потоплению U-862, как только она достигла австралийских вод, постоянно затруднялись отсутствием подходящих кораблей и самолётов, а также отсутствием персонала, обученного и опытного в противолодочной войне. Поскольку южное побережье Австралии находилось на тысячи километров позади активного фронта боевых действий в Юго-Восточной Азии и не подвергалось набегам в течение нескольких лет, не следует считать удивительным тот факт, что в конце 1944 и начале 1945 года в этом районе имелось мало противолодочных средств.

## Заключение

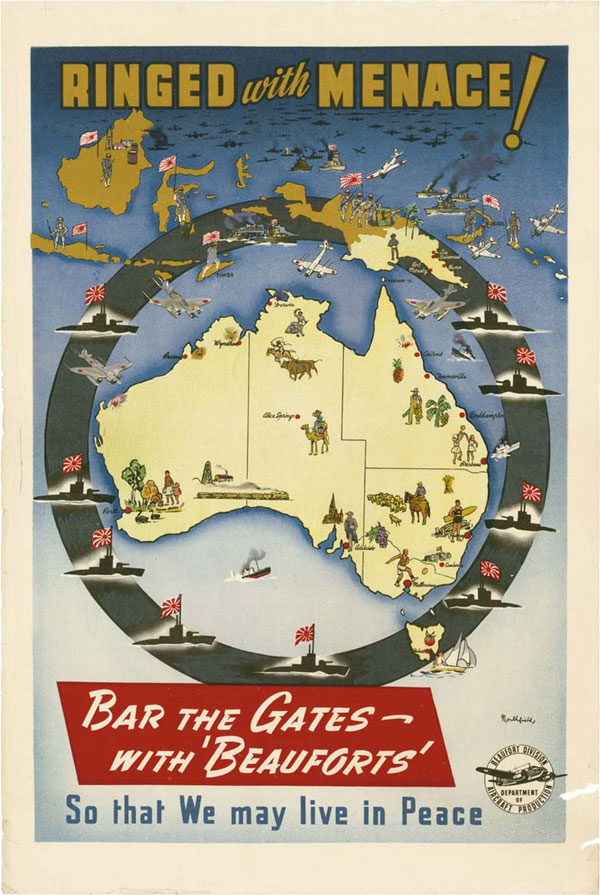
Австралийский пропагандистский плакат 1942 года. Надпись и дизайн намеренно преувеличивают угрозу, которую японские подводные лодки представляют для Австралии.

### Жертвы
В период с 1940 по 1945 год в водах Австралии действовали шесть немецких надводных рейдеров, четыре японских авианосца, семь японских крейсеров, девять японских эсминцев и двадцать восемь японских и немецких подводных лодок. Эти 54 военных корабля потопили 53 торговых судна и три военных корабля в пределах австралийской станции, в результате чего погибло более 1751 военнослужащих, моряков и гражданских лиц союзников. Более 88 человек были убиты в результате воздушных атак IJN на города на севере Австралии. В обмен на это союзники потопили один немецкий надводный рейдер, одну полноразмерную японскую подводную лодку и две сверхмалые подводные лодки в водах Австралии, в результате чего погибли 157 моряков стран Оси. Ещё две немецкие подводные лодки были потоплены по пути в австралийские воды, погиб 81 моряк.
- Шесть немецких и три японских надводных рейдера, которые действовали в водах Австралии, потопили 18 кораблей и убили более 826 моряков (включая 82 заключенных, убитых на борту Tone в 1944 году). Kormoran был единственным надводным кораблем стран Оси, потопленным в районе австралийской станции, и 78 членов его экипажа погибли.[102]
- 17 кораблей японских авианосных сил, совершивших рейд на Дарвин в 1942 году, потопили девять кораблей и убили 251 человек, потеряв при этом четыре самолёта.[103] Ещё 14 моряков и гражданских лиц были убиты при затоплении HMAS Patricia Cam и атаках на Period и Islander в 1943 году, а 88 человек были убиты во время рейда на Брум в 1942 году.
- 28 японских и немецких подводных лодок, которые действовали в водах Австралии с 1942 по 1945 год, потопили в общей сложности 30 кораблей общим водоизмещением 153 000 тонн; 654 человека, в том числе 200 австралийских торговых моряков, погибли на борту судов, атакованных подводными лодками.[104] Также было подсчитано, что RAAF потеряли по меньшей мере 23 самолёта и 104 летчика в результате авиационных происшествий во время противолодочного патрулирования у побережья Австралии.[105] Взамен союзники потопили только одну полноразмерную японскую подводную лодку в водах Австралии (I-124) и два из трёх сверхмалых подводных лодок, вошедших в Сиднейскую гавань. В общей сложности 79 японских моряков погибли при этих потоплениях, и ещё два моряка погибли на борту третьей сверхмалой подводной лодки, которая была потоплена после выхода из гавани Сиднея.[106]

### Оценка
Хотя масштабы военно-морского наступления стран Оси, направленного против Австралии, были небольшими по сравнению с другими военно-морскими кампаниями войны, такими как Битва за Атлантику, они по-прежнему были «самой всеобъемлющей и масштабной серией наступательных операций, когда-либо проводившихся противником против Австралии». Из-за ограниченного размера австралийского судоходства и важности морского транспорта для экономики Австралии и вооруженных сил союзников в юго-западной части Тихого океана даже небольшие потери при транспортировке могли серьёзно повредить военным усилиям союзников в юго-западной части Тихого океана.
Несмотря на уязвимость австралийского судоходства, нападения стран Оси не оказали серьёзного влияния на военные усилия Австралии или союзников. В то время как немецкие надводные рейдеры, действовавшие против Австралии, вызвали значительные нарушения торгового судоходства и связали военно-морские суда союзников, они не потопили много судов и действовали в австралийских водах только в течение нескольких коротких периодов времени. Эффективность кампании японских подводных лодок против Австралии ограничивалась недостаточным количеством задействованных подводных лодок и недостатками подводной доктрины Японии. Подводные лодки, однако, добились успеха, заставив союзников выделить значительные ресурсы для защиты судоходства в австралийских водах в период с 1942 по конец 1943 года. Создание прибрежных конвоев в период между 1942 и 1943 годами, возможно, также значительно снизило эффективность австралийского судоходства в этот период.
Действия австралийских и союзных сил по защите судоходства на австралийской станции были неоднозначными. В то время как угроза для Австралии со стороны рейдеров стран Оси была «предвидена и устранена», только небольшая часть кораблей и подводных лодок стран Оси, атаковавших Австралию, была успешно обнаружена или обезврежена. Несколько немецких рейдеров действовали незамеченными в австралийских водах в 1940 году, поскольку количество военных кораблей и самолётов союзников было недостаточным для патрулирования этих вод, а потеря HMAS Sydney была дорогой ценой за потопление Kormoran в 1941 году. В то время как австралийские власти поспешили организовать конвои в 1942 году, и в течение этого года не было потоплено ни одного конвоя, эскорты конвоев, атакованных в 1943 году, не смогли ни обнаружить подводные лодки до того, как они начали атаку, ни успешно контратаковать эти подводные лодки. Факторы, объясняющие относительно низкую эффективность австралийских противолодочных сил, включают их обычно низкий уровень опыта и подготовки, нехватку средств противолодочной обороны, проблемы с координацией поисков и плохие условия сонара в водах, окружающих Австралию. Тем не менее, «успех в противолодочной войне нельзя измерить просто общим количеством потопленных кораблей», и австралийские защитники, возможно, успешно уменьшили угрозу судоходству в австралийских водах, усложнив японским подводным лодкам возможность атаковать.

### Книги и печатные материалы
- Australia in the War of 1939—1945
  - G. Herman Gill (1957), Australia in the War of 1939—1945. Series 2 — Navy. Volume I 1939—1942. Australian War Memorial, Canberra.
  - G. Herman Gill (1968), Australia in the War of 1939—1945. Series 2 — Navy. Volume II — Royal Australian Navy, 1942—1945. Australian War Memorial, Canberra.
  - Douglas Gillison (1962), Australia in the War of 1939—1945. Series 3 — Air. Volume I — Royal Australian Air Force, 1939—1942. Australian War Memorial, Canberra.
  - George Odgers (1968), Australia in the War of 1939—1945. Series 3 — Air. Volume II — Air War Against Japan, 1943—1945. Australian War Memorial, Canberra.
  - Gavin Long (1973), The Six Years War. A Concise History of Australia in the 1939-45 War. Australian War Memorial and Australian Government Publishing Service, Canberra. ISBN 0-642-99375-0
- Steven L Carruthers (1982), Australia Under Siege: Japanese Submarine Raiders, 1942. Solus Books. ISBN 0-9593614-0-5
- John Coates (2001), An Atlas of Australia’s Wars. Oxford University Press, Melbourne. ISBN 0-19-554119-7
- Crowhurst, Geoff (2012). Who Sank I-178?. The Navy. 75 (1): 27–30. ISSN 1322-6231.
- Tom Frame (1993), HMAS Sydney. Loss and Controversy. Hodder & Stoughton, Sydney. ISBN 0-340-58468-8
- Tom Frame (2004), No Pleasure Cruise: The Story of the Royal Australian Navy. Allen & Unwin, Sydney. ISBN 1-74114-233-4
- Henry P. Frei (1991), Japan’s Southward Advance and Australia. From the Sixteenth Century to World War II. Melbourne University Press, Melbourne. ISBN 0-522-84392-1
- David Horner (1993). 'Defending Australia in 1942' in War and Society, Volume 11, Number 1, May 1993.
- David Jenkins (1992), Battle Surface! Japan’s Submarine War Against Australia 1942-44. Random House Australia, Sydney. ISBN 0-09-182638-1
- Paul Kemp (1997), U-Boats Destroyed. German Submarine Losses in the World Wars. Arms and Armour, London. ISBN 1-85409-321-5
- Tom Lewis (2003). A War at Home. A Comprehensive guide to the first Japanese attacks on Darwin. Tall Stories, Darwin. ISBN 0-9577351-0-3
- Samuel Eliot Morison (1949 (2001 reprint)). Coral Sea, Midway and Submarine Actions, May 1942 — August 1942, Volume 4 of History of United States Naval Operations in World War II. University of Illinois Press, Champaign. ISBN 0-252-06995-1
- Robert Nichols 'The Night the War Came to Sydney' in Wartime Issue 33, 2006.
- Albert Palazzo (2001). The Australian Army : A History of its Organisation 1901—2001. Oxford University Press, Melbourne, 2001. ISBN 0-19-551506-4
- Seapower Centre — Australia (2005). The Navy Contribution to Australian Maritime Operations. Defence Publishing Service, Canberra. ISBN 0-642-29615-4
- David Stevens, 'The War Cruise of I-6, March 1943' in Australian Defence Force Journal No. 102 September/October 1993. Pages 39–46.
- David Stevens (1997), U-Boat Far from Home. Allen & Unwin, Sydney. ISBN 1-86448-267-2
- David Stevens, 'Forgotten assault' in Wartime Issue 18, 2002.
- David Stevens (2005), RAN Papers in Australian Maritime Affairs No. 15 A Critical Vulnerability: The impact of the submarine threat on Australia’s maritime defence 1915—1954. Seapower Centre — Australia, Canberra. ISBN 0-642-29625-1
- Sydney David Waters (1956), The Royal New Zealand Navy. Historical Publications Branch, Wellington.

### Внешние ссылки и статьи
- Australian War Memorial website
- Alastair Cooper (2001). Raiders and the Defence of Trade: The Royal Australian Navy in 1941. Paper delivered to the Australian War Memorial conference Remembering 1941.
- Bob Hackett and Sander Kingsepp (2006). combinedfleet.com — Japanese Submarines
- Tanaka Hiromi 'The Japanese Navy’s operations against Australia in the Second World War, with a commentary on Japanese sources' in The Journal of the Australian War Memorial. Issue 30 — April 1997.
- Dr. Peter Stanley (2002). He’s (Not) Coming South: The Invasion That Wasn’t. Paper delivered to the Australian War Memorial conference Remembering 1942.
- Dr. Peter Stanley (2006). Was there a Battle for Australia? Australian War Memorial Anniversary Oration, 10 November 2006.
- David Stevens Japanese submarine operations against Australia 1942—1944.
- U-Boat.net Monsun boats U-boats in the Indian Ocean and the Far East